# Плъхове и невестулка
„Плъхове и невестулка“ (на английски: Rats and Weasel) е американски късометражен ням филм от 1894 година на режисьора и продуцент Уилям Кенеди Диксън, заснет от компанията Едисън Манюфакчъринг Къмпъни, собственост на Томас Едисън.